# عبد اللطيف الحرز
عبد اللطيف الحرز أديب ومفكر عراقي.

## حياته ونشأته
صدر له: اغتيال القدس صراع النفط والتاريخ، طبعة مركز الحرمين.التصوف في فكر الامام الخميني والشهيد الصدر، طبعة المؤتمر الدولي طهران.آلام أخرى للحلاج، دار الواح، اسبانيا. الفقه والميدان، كاتب مشارك، طبع في مدينة قم ـ إيران. محطة قطار براماتا (رواية) دار الفارابي، 2007.المستحيل في الادب العراقي، قراءة نقدية في استنباتات النص الجديد، دار الفارابي، 2008.العراق الجديد، الامتناع والممانعة، دار الفارابي، 2008.نُشر له مشاركات واصدرات في مجلات فكرية متعددة، مثل مجلة قضايا معاصرة، الوعي المعاصر، ودراسات عراقية. له زاوية خاصة على شبكة الإنترنت تعنى بشؤون النقد وكتابة القصة، تحت عنوان: غريب على الطريق.

## مؤلفاته
| الاسم | دار النشر                                  | تاريخ النشر | عدد الصفحات | ردمك ISBN                   | المصدر               |
| --- | ------------------------------------------ | ----------- | ----------- | --------------------------- | -------------------- |
| مقدمة المسألة الفقهية لدى المسلمين من تفاريق الاستملاك المذهبي إلى الفكر المقارن                          | دار القارئ                                 | 2018        | 317         |                             | [ 2 ] [ 3 ]          |
| الإيمان من قلب دوكينز؛ مقالات عامية في الإلحاد ونقده                                                      | دار الفارابي السلسلة: غريب على الطريق      | 2017        |             | (ردمك 13 978-614-432-727-2) | [ 4 ] [ 5 ]          |
| سكرة في خمارة الرومي؛ رؤية الروح ووصايا العاشقين                                                          | دار الفارابي السلسلة: غريب على الطريق      | 2017        | 248         | (ردمك 9781773221557)        | [ 6 ] [ 7 ] [ 8 ]    |
| نقد "وهم الإله"- غرور النقد وإغراق الصنمية العلمانوية                                                     | دار الفارابي السلسلة: غريب على الطريق      | 2016        | 447         | (ردمك 139786144325698)      | [ 9 ] [ 10 ] [ 11 ]  |
| النقص التفسيري لآية الذر؛ محنة القرآن بين الأفهام الاستباقية وتعطيل القراءة                               | دار الفارابي السلسلة: غريب على الطريق      | 2015        | 424         | (ردمك 9786144322758)        | [ 12 ] [ 13 ]        |
| الكلمة في زمن الفتنة                                                                                      | مؤسسة الإنتشار العربي                      | 2015        | 576         | (ردمك 9786144046593)        | [ 14 ] [ 15 ]        |
| علي ناموس المعنى الحج بالولادة وإبراهيمية العودة؛ تأملات وتبتلات على باب علي بن أبي طالب                  | مؤسسة الإنتشار العربي                      | 2014        | 210         | (ردمك 9786144045800)        | [ 16 ] [ 17 ]        |
| طرائق الوجد؛ أنماط السلوك بين الكيلاني وأحمد الإحسائي وحتى الألوسي والنيلي ومحمد الصدر                    | مؤسسة الإنتشار العربي                      | 2014        | 386         | (ردمك 9786144045718)        | [ 18 ] [ 19 ]        |
| جدل التشكل والاستلاب؛ محمد الصدر وأبو القاسم حاج حمد بين التخطيط الإلهي العام والعالمية الإسلامية الثانية | دار الفارابي السلسلة: غريب على الطريق      | 2014        | 618         | (ردمك 9786144320990)        | [ 20 ] [ 21 ]        |
| تأويل آية النور عند العلامة المجلسي؛ تعليقه في إشكالية التجريد والسيطرة والتجاوز                          | دار الفارابي السلسلة: غريب على الطريق      | 2014        |             |                             | [ 22 ]               |
| الحرية المصلوبة والإستعارة المضللة؛ الديمقراطية المنبوذة بين أنظمة الأجوبة وفوضى الأسئلة                  | مؤسسة الإنتشار العربي                      | 2014        | 552         | (ردمك 9786144046173)        | [ 23 ] [ 24 ]        |
| تكوين النسق الفلسفي؛ الفكر التاريخي والوجود الحي بين هيغل ومحمد الصدر                                     | مؤسسة الإنتشار العربي                      | 2014        | 328         | (ردمك 9786144044865)        | [ 25 ]               |
| البناء والإنتماء؛ التوحيد والشرك في نقود محمد الصدر تجديدات نظرية ومواجيد ذوقية                           | مؤسسة الإنتشار العربي                      | 2013        | 943         | (ردمك 9786144320143)        | [ 26 ] [ 27 ]        |
| نهج تطوير الذات؛ رؤى محمد الصدر في جدل النية وتمكين الفعل                                                 | مؤسسة الإنتشار العربي                      | 2013        | 278         | (ردمك 9786144320082)        | [ 28 ] [ 29 ] [ 30 ] |
| من سرق الطماطة أيها الوطن؟!                                                                               | دار الفارابي السلسلة: غريب على الطريق      | 2013        | 257         | (ردمك 13 9789953713977)     | [ 31 ] [ 32 ]        |
| اسمع صلاتي ايها القلم                                                                                     | دار الفارابي السلسلة: غريب على الطريق      | 2013        | 120         | (ردمك 9789953718996)        | [ 33 ] [ 34 ] [ 35 ] |
| السرد الفلسفي؛ تجاذبات قولية بين الغزالي والسهروردي؛ حكايات عقلية من أفلاطون إلى الطباطبائي               | دار الفارابي السلسلة: غريب على الطريق      | 2013        | 124         |                             | [ 36 ] [ 37 ]        |
| ما لم تشهد عليه النوارس                                                                                   | دار الفارابي السلسلة: غريب على الطريق      | 2013        | 182         | (ردمك 9789953718347)        | [ 38 ] [ 39 ] [ 40 ] |
| أوراق متخالفة في النقد المختلف                                                                            | مؤسسة الإنتشار العربي                      | 2013        | 576         | (ردمك 9786144046593)        | [ 41 ] [ 42 ]        |
| قربان على مذبح آخر الآلهة                                                                                 | مؤسسة الإنتشار العربي                      | 2011        | 210         | (ردمك 9789957094768)        | [ 43 ] [ 44 ]        |
| الحسين طاقة الأمل؛ دراسة مقارنة لقضية كربلاء بين محمد صادق الصدر وعلي                                     | مؤسسة الإنتشار العربي                      | 2011        | 200         |                             | [ 45 ]               |
| من العرفان إلى الدولة؛ التصوف في فكر الإمام الخميني والشهيد الصدر                                         | دار الفارابي السلسلة: غريب على الطريق      | 2011        | 447         | (ردمك 9789953716114)        | [ 46 ]               |
| بحوث في مدرسة الصدر بين الخلدونية والهيغيلية - تربية واقعية وفلسفة منتصرة                                 | دار الفارابي السلسلة: غريب على الطريق      | 2010        | 343         | (ردمك 9789953715698)        | [ 47 ] [ 48 ]        |
| الشيعة ومحنة الإختلاف في العقل العربي                                                                     | مؤسسة الإنتشار العربي                      | 2010        | 230         |                             | [ 49 ] [ 50 ]        |
| محمد الصدر كفاح الجماهير                                                                                  | مؤسسة الإنتشار العربي                      | 2010        | 463         | (ردمك 9789953714271)        | [ 51 ] [ 52 ]        |
| عاشوراء جرأة الحرية، مقاومة بؤس الراهن بين السلطان والقرآن                                                | دار المحجة البيضاء للطباعة والنشر والتوزيع | 2009        | 176         |                             | [ 53 ] [ 54 ]        |
| حسناء الهور                                                                                               | دار الفارابي السلسلة: غريب على الطريق      | 2009        | 197         | (ردمك 9786144216415)        | [ 55 ] [ 56 ]        |
| العراق الجديد الإمتناع والممانعة - قراءة تشريحية في ازمة الظاهرة السياسية وتفكيك صناعة الأزمة             | دار الفارابي السلسلة: غريب على الطريق      | 2008        | 478         | (ردمك 9789953713151)        | [ 57 ]               |
| المستحيل في الأدب العراقي                                                                                 | دار الفارابي السلسلة: غريب على الطريق      | 2008        | 271         | (ردمك 9789953712604)        | [ 58 ] [ 59 ]        |
| محطة قطار براماتا                                                                                         | دار الفارابي السلسلة: غريب على الطريق      | 2007        | 142         | (ردمك 139786144325698)      | [ 60 ] [ 61 ]        |
| احتقار الحب مدخرات جلال                                                                                   | دار الفارابي السلسلة: غريب على الطريق      | 2015        | 624         | (ردمك 9786144324110)        | [ 62 ]               |